# Collegiove
Collegiove est une commune italienne de moins de 200 habitants située dans la province de Rieti, dans la région Latium, en Italie centrale.

## Administration
| Période                                  | Période | Identité | Étiquette | Qualité |
| ---------------------------------------- | ------- | -------- | --------- | ------- |
|                                          |         |          |           |         |
| Les données manquantes sont à compléter. |         |          |           |         |

### Communes limitrophes
Ascrea, Collalto Sabino, Marcetelli, Paganico Sabino, Pozzaglia Sabina, Turania.